# Xaver Kurmann
Xaver Kurmann (Willisau, 29 d'agost de 1948) és un ciclista suís, ja retirat, que va córrer durant els anys 60 i 70 del segle xx.
Durant la seva carrera esportiva van prendre part en dues edicions dels Jocs Olímpics. El 1968, a Ciutat de Mèxic, va guanyar la medalla de bronze en la prova de persecució individual, per darrere Daniel Rebillard i Mogens Jensen. En la prova per equips quedà eliminat en la primera eliminatòria. El 1972, a Múnic, participà en les mateixes proves, guanyant aquesta vegada la medalla de plata en la prova individual, per darrere Knut Knudsen i quedant eliminat en quarts de final en la prova per equips.

## Palmarès
- 1968
  - 1r a Lancy
  -  Medalla de bronze als Jocs Olímpics de Ciutat de Mèxic en persecució individual
- 1969
  -  Campió del món de persecució amateur
  -  Campió de Suïssa en ruta amateur
- 1970
  -  Campió del món de persecució amateur
- 1972
  - 1r al Giro del Mendrisiotto
  -  Campió de Suïssa en ruta amateur
  -  Medalla de plata als Jocs Olímpics de Múnic en persecució individual
- 1974
  - Vencedor d'una etapa de la Settimana Ciclistica Bergamasca